# Himantozoum margaritifera
Himantozoum margaritifera är en mossdjursart som först beskrevs av Busk 1884.  Himantozoum margaritifera ingår i släktet Himantozoum och familjen Bugulidae. Inga underarter finns listade i Catalogue of Life.